# Реакція Вюрца
Реа́кція Вю́рца, або си́нтез Вю́рца — реакція зв'язування, в ході якої дві молекули алкілгалогеніду реагують з натрієм із утворенням нового алкану з довшим карбоновим ланцюгом:
{\displaystyle \mathrm {R{\text{-}}Br+Br{\text{-}}R{\xrightarrow[{-2NaBr}]{+2Na}}R{\text{-}}R} }
Реакція була відкрита  Ш. А. Вюрцем в 1855 році і названа за на його ім'я. В. P. Фіттіг поширив реакцію Вюрца на область ароматичних вуглеводнів. Модифікацію реакції Вюрца вважають окремим процесом і ця реакція названа на честь обох вчених - реакція Вюрца-Фіттіга.

## Механізм
На першій стадії два атоми натрію взаємодіють з галогеналканом, утворюючи натрійорганічну сполуку:
{\displaystyle {\ce {R-Hal + 2Na ->R-Na + NaHal}}}
Оскільки натрій є дуже електропозитивним елементом, зв'язок C-Na є дуже полярним, при чому карбон має частковий негативний заряд і є нуклеофільним. А електронегативність галогенів, на відміну від натрію, велика, і тому в галогеноалканах карбон має частково позитивний заряд і є електрофільним. Внаслідок цього на другій стадії натрійорганічна сполука взаємодіє з галогеноалканом, утворюючи новий С-С зв'язок:
{\displaystyle {\ce {R- -Na+ + R+ -Hal- ->R-R + Na+Hal-}}}